# Kaapse klipdas

Schedel, gevonden in Namibië in oktober 2012.

De Kaapse klipdas of dassie of rotsklipdas (Procavia capensis) is de meest algemene soort klipdas. Het is de enige nog levende soort uit het geslacht de rotsklipdassen (Procavia), alhoewel sommige auteurs verschillende ondersoorten vaak als aparte soorten beschouwen. De wetenschappelijke naam van de soort werd voor het eerst geldig gepubliceerd door Peter Simon Pallas in 1766.

## Beschrijving
De Kaapse klipdas is een gedrongen diertje met een korte, dichte vacht. De kop is stomp met kleine, afgeronde oren. De vacht verschilt per regio en ondersoort, maar is meestal grijzig licht- tot donkerbruin van kleur. Op de rug zit een gele, zwarte of egaal gekleurde rugvlek. De onderzijde is bleker. Hij wordt 30 tot 58 centimeter lang en 1,8 tot 5,4 kilogram zwaar. De staart is 20 tot 31 millimeter lang.

## Gedrag
De Kaapse klipdas leeft in groepen van vier tot vijftig dieren, bestaande uit één dominant mannetje, vrouwtjes met hun jongen en enkele onvolwassen mannetjes. Mannetjes zijn territoriaal en dulden zelden andere volwassen mannetjes in de buurt van de kolonie. Tussen de rotsen bouwen ze een grasnest. De vrouwtjes en jongen zijn meestal aan elkaar verwant, zoeken vaak elkaars gezelschap op en kruipen dicht tegen elkaar aan.
Verspreid over de rots heeft de kolonie enkele latrines. Op vlakke, beschutte plekken worden mest en urine achtergelaten. De sterke geur daarvan is kenmerkend voor een bepaalde kolonie. Urine laten ze meestal lopen op opvallende, uitstekende rotsen. Het calciumcarbonaat in de urine blijft achter als lichtgekleurde strepen op de rotsen.
De Kaapse klipdas eet voornamelijk ruwe grassen en kruiden, aangevuld met bladeren van lage struiken en afgevallen vruchten. Enkele van deze planten kunnen giftig zijn voor andere diersoorten. Soms klimmen ze ook in bomen en struiken om te eten. Vocht halen ze gewoonlijk uit het voedsel; ze drinken slechts bij hoge uitzondering uit een plas. De Kaapse klipdas is voornamelijk overdag actief; in woestijnen komt hij ook op zomernachten tevoorschijn. Eten zoekt hij voornamelijk vroeg in de ochtend en in de middag. Terwijl de andere dieren eten, houden enkele klipdassen de wacht. Als er gevaar dreigt (bijvoorbeeld van een arend, gier of baviaan), slaken deze bewakers enkele kreetjes en vlucht de hele groep in holen tussen de rotsen.

## Voortplanting
In de paartijd wordt het mannetje zeer luidruchtig. Hij schudt het hoofd als hij een vrouwtje nadert, terwijl de klier op zijn rug een sterke geur verspreidt. De Kaapse klipdas heeft een draagtijd van 214 tot 240 dagen. Meestal krijgt een vrouwtje één tot twee jongen per worp, maar er zijn worpen van tot wel zes jongen bekend. De jongen kunnen bij de geboorte al zien en binnen een paar uren kunnen ze lopen. Na drie dagen eten ze hun eerste vast voedsel. Ze klimmen vaak op de moeders rug, om warm te worden. Ook nemen ze de lichaamsgeur van de moeder op, die wordt afgescheiden door de rugklier. Na vijftien tot zestien maanden zijn ze volgroeid. De Kaapse klipdas wordt negen tot twaalf jaar oud.
Op sommige plaatsen, zoals in Tanzania en Zimbabwe, leven Kaapse klipdassen in gemengde groepen met steppeklipdassen (Heterohyrax brucei). Alhoewel de twee dieren samenleven, synchrone paartijden hebben, dezelfde latrines gebruiken en bij elkaar kruipen om warm te worden, komen er geen kruisingen tussen de twee soorten voor. Dit komt onder andere doordat de voortplantingsorganen anders gebouwd zijn: de penis van een Kaaps klipdasmannetje is veel korter en simpeler dan die van een steppenklipdasmannetje.

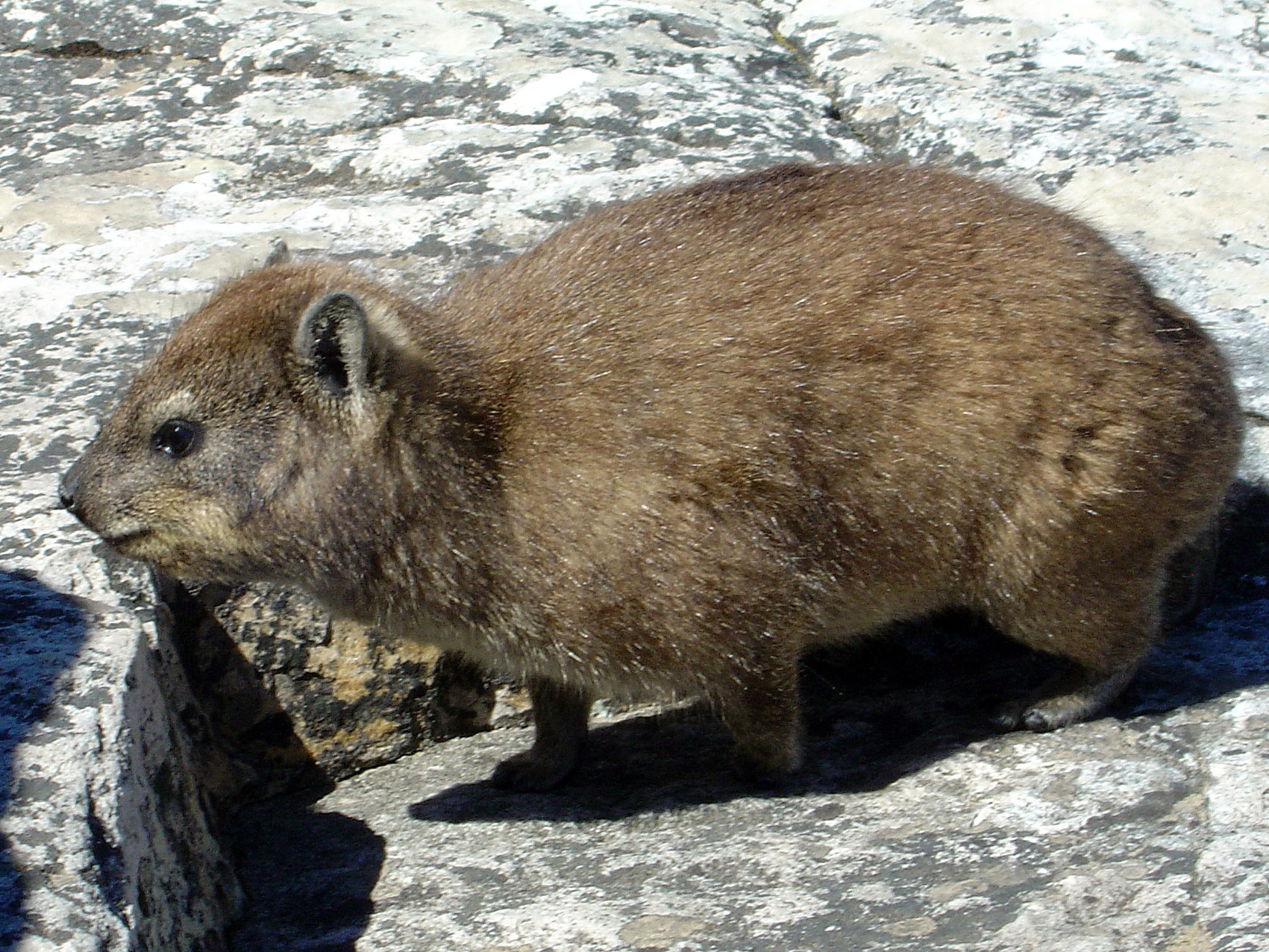
Procavia capensis capensis

## Verspreiding en leefgebied

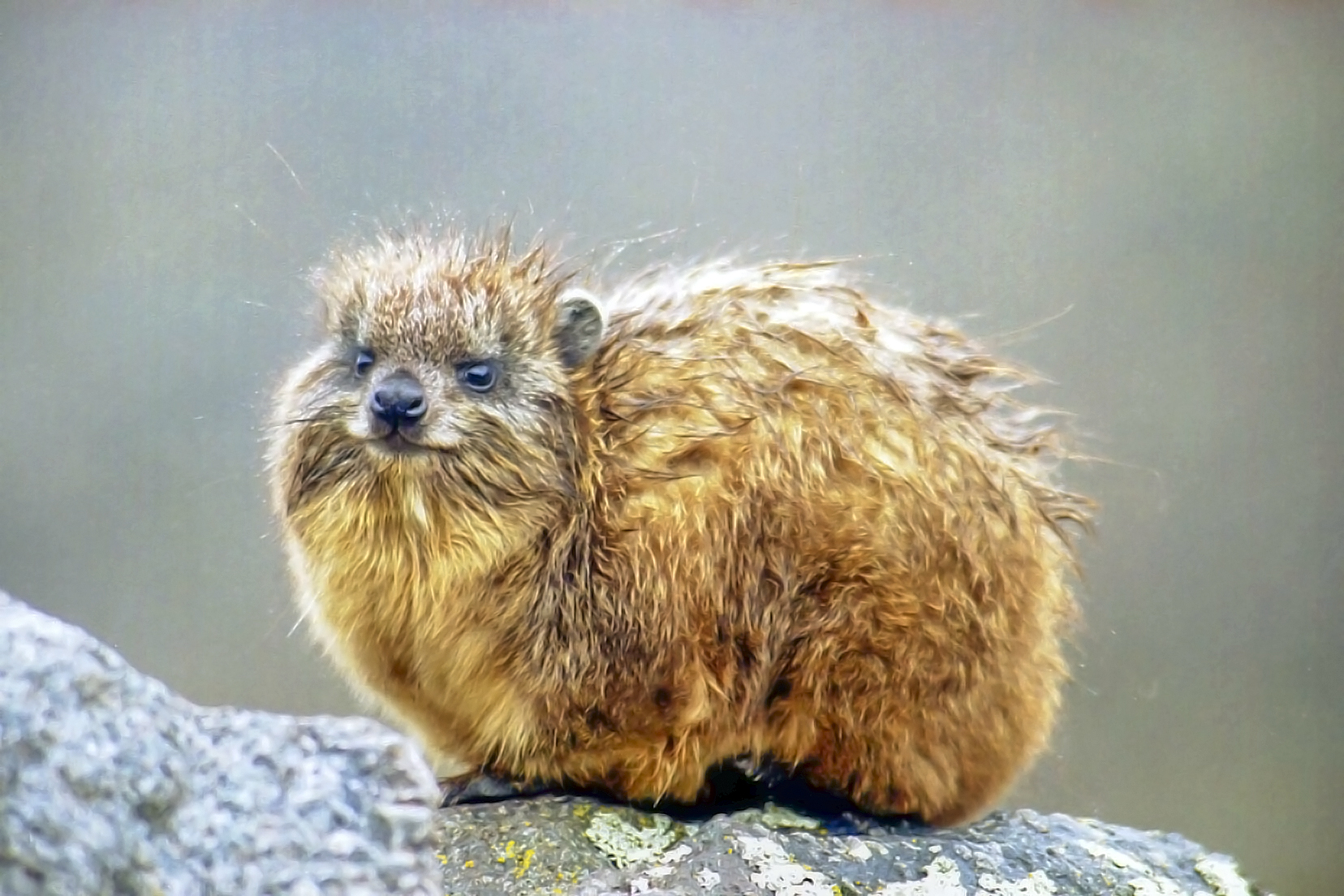
McKindershut, Mount Kenya, 4300meter hoogte

De Kaapse klipdas komt voornamelijk voor op rotsachtig terrein, zoals berghellingen en kopjes (losstaande rotspartijen in savannen). Ze leven in Zuidwest- en Noordoost-Afrika en in het midden-oosten van de Sinaï tot Syrië en Libanon, in Jemen en in het zuidoosten van het Arabische schiereiland. Ze kunnen worden aangetroffen tot op een hoogte van 4300 meter op Mount Kenya.

## Ondersoorten
Er worden meerdere ondersoorten onderscheiden. De ondersoorten habessinica, johnstoni, welwitchii en ruficeps worden door sommige auteurs als aparte soorten gerekend. De taxonomie van de Kaapse klipdas moet herzien worden.
- Procavia capensis capensis (Pallas, 1766) – komt voor in Zuid-Afrika, eSwatini en Lesotho.
- Procavia capensis bamendae Brauer, 1913 – komt voor in Kameroen en de Centraal-Afrikaanse Republiek.
- Procavia capensis capillosa Brauer, 1917 – komt voor in zuidelijk Ethiopië.
- Procavia capensis erlangeri Neumann, 1901 – komt voor in zuidelijk Somalië.
- Procavia capensis habessinica (Hemprich & Ehrenberg, 1832) – komt voor in Egypte, noordelijk Soedan, Israël, Saoedi-Arabië en Jemen.
- Procavia capensis jacksoni Thomas, 1900 – komt voor in zuidelijk Kenia.
- Procavia capensis jayakari Thomas, 1892 – komt voor in Oman.
- Procavia capensis johnstoni Thomas, 1894 – komt voor in Malawi, Mozambique, zuidwestelijk Tanzania en Zimbabwe.
- Procavia capensis kerstingi (Matschie, 1899 – komt voor in Benin en Togo.
- Procavia capensis mackinderi Thomas, 1900 – komt voor in westelijk Kenia.
- Procavia capensis matschiei Neumann, 1900 – komt voor in Congo-Kinshasa en Tanzania.
- Procavia capensis pallida Thomas, 1891 – komt voor in noordelijk Somalië.
- Procavia capensis ruficeps (Hemprich & Ehrenberg, 1832) – komt voor in noordelijk en westelijk Afrika.
- Procavia capensis scioana (Giglioli, 1888) – komt voor in noordelijk Ethiopië.
- Procavia capensis sharica Thomas & Wroughton, 1907 – komt voor in Tsjaad.
- Procavia capensis syriaca (Schreber, 1784) – komt voor in Israël, Jordanië, Libanon en Syrië.
- Procavia capensis welwitschii (Gray, 1868) – komt voor in Namibië en zuidwestelijk Angola.